# Комитет Обоих королевств
Комитет Обоих королевств (англ. Committee of Both Kingdoms) — военно-политический орган координации действий армий парламентов Англии и Шотландии против роялистов в период Английской революции XVII века и Гражданской войны в Англии (1643—1648).
Комитет Обоих королевств был создан на основе политико-религиозного союза Англии и Шотландии, заключенного в сентябре 1643 г. под названием «Торжественная лига и Ковенант». В соответствии с англо-шотландскими договоренностями, Шотландия обязалась оказать военную помощь английскому парламенту в его борьбе против войск короля Карла I. Этот орган пришел на смену Комитету безопасности, который руководил действиями парламентской армии Англии в начале гражданских войн. 
В состав Комитета вошли представители обеих палат английского парламента, а также делегаты от парламента Шотландии. В частности, от палаты лордов в работе Комитета участвовали: граф Нортумберленд, граф Эссекс, граф Манчестер и граф Уорик; от палаты общин: Генри Вен (старший), Генри Вен (младший), Уильям Уоллер, Оливер Сент-Джон, Оливер Кромвель и другие; от парламента Шотландии: Арчибальд Джонстон, Джон Мейтланд и граф Лаудон. Ряд членов Комитета (Эссекс, Уорик, Уоллер) были командующими парламентскими армиями или флотом и редко принимали участие в его работе. Однако после принятия в конце 1644 г. английским парламентом «Ордонанса о самоотречении» они были вынуждены уйти в отставку и сконцентрировались на работе в комитете.
Комитет Обоих королевств занимался стратегическим и тактическим планированием военных кампаний парламентских армий против роялистов. Координация комитетом деятельности шотландских и английских войск стала одной из причин разгрома роялистов в битве при Марстон-Муре в 1644 г. и освобождении от войск короля северной части Англии. Комитетом были разработаны новые принципы комплектования и обучения вооруженных сил, на основе которых в 1645 г. была создана так называемая «Армия нового образца», обеспечившая к концу 1646 г. победу парламента в гражданской войне. 
Однако в 1647 г. к власти в Англии пришли индепенденты во главе с Оливером Кромвелем, которые подчинили себе парламент, арестовали короля и заморозили пресвитерианские преобразования в стране. Это вызвало сближение Шотландии с Карлом I и заключение в конце 1647 г. «Ингейджмента», в соответствии с которым шотландцы обязались оказать военную помощь королю в борьбе с индепендентами. В 1648 г. началась Вторая гражданская война в Англии, в которой шотландцы уже участвовали на стороне короля. Это означало конец Комитета Обоих королевств. Вместо него был создан «Дерби-хауз комитет», уже без шотландских представителей.